# Coelioxys correntina
Coelioxys correntina är en biart som beskrevs av Holmberg 1887. Coelioxys correntina ingår i släktet kägelbin, och familjen buksamlarbin. Inga underarter finns listade i Catalogue of Life.